# Vaccinium horizontale
Vaccinium horizontale är en ljungväxtart som beskrevs av Herman Otto Sleumer. Vaccinium horizontale ingår i Blåbärssläktet, och familjen ljungväxter. Inga underarter finns listade i Catalogue of Life.